# Оуст, Сара
Сара Оуст (норв. Sara Oust, 1778 — 1822) — норвежский мирской священник и последовательница Ханса Нильсена Хауге. Она стала первой женщиной-религиозным лидером среди хаугеанцев.

## Биография
Сара Оуст родилась в деревне Вингелен, относящейся к приходу Толга, в Хедмарке (Норвегия). Она была дочерью Эмбрета (Энгебрета) Эмбретссона Оуста и Мари Персдоттер Рёэ. Оставшись без отца в возрасте семи лет, Сара Оуст помогала своей матери возить уголь на медный завод Рёрос (норв. Røros  kopparverk).
Впервые Сара Оуст познакомилась с учением проповедника Ханса Нильсена Хауге в 1799 году. Впоследствии она сама проповедовала в Трёнделаге в период между 1799 и 1805 годами вместе с другой женщиной мирянином священником, Ранди Хевле из Дривдалена в Сёр-Трёнделаге, а позднее с Кирсти Фоссен из Квикне. По некоторым сведениям, у неё был прекрасный певческий голос, и она также писала псалмы. Согласно Конвенционному акту 1741 года, норвежские граждане в то время не имели права на религиозные собрания без присутствия там священника Норвежской церкви. Сара Оуст сумела успешно защитить группу хаугеанцев от местных властей, которые отказались от своих попыток исполнить закон, увидев, что она получила слишком большую поддержку со стороны общины. Сара Оуст впервые встретила Ханса Нильсена Хауге в Оппдале в 1803 году.
В 1805 году Сара Оуст вышла замуж за Олу Торессона Хаугена (1776—1862), который был фермером в Толге. После их свадьбы их ферма «Хауген-и-Толга» (норв. Haugen i Tolga) стала центром движения хаугеанцев (haugianere). Хотя после смерти Ханса Нильсена Хауге в 1824 году движение хаугеанцев стало меньше поддерживать мирских священников.